# Mihran Harutiunian
Mihran Harutiunian (in armeno Միհրան Հարությունյան?; trasl. angl. Migran Arutyunyan; Echmiadzin, 25 marzo 1989) è un lottatore armeno, vincitore della medaglia d'argento nella categoria 66 kg (greco-romana) ai Giochi di Rio de Janeiro 2016.

## Palmarès
- Giochi olimpici

Rio de Janeiro 2016: argento nei 66 kg.
- Giochi europei

Baku 2015: argento nei 66 kg